# Verificação de antecedentes
Uma verificação de antecedentes ou investigação de antecedentes (ou ainda background check) é o processo de procurar e compilar registros criminais, comerciais e financeiros (em certos casos como em uma seleção de emprego) de um indivíduo.
Verificações de antecedentes são frequentemente pedidas pelos empregadores a candidatos a vagas de trabalho, especialmente aqueles candidatos buscando uma posição que exige alta segurança ou uma posição (cargo) de confiança, como em uma instituição financeira, governo, hospital, aeroporto e escola. Essas verificações podem ser feitas por uma agência do governo por uma taxa nominal, ou também podem ser feitas por empresas privadas. Os resultados de uma verificação de antecedentes tipicamente incluem a verificação dos empregos passados, crédito, e ficha criminal.
Essas verificações são frequentemente utilizadas por empregadores como um meio de avaliar objetivamente as qualificações de um candidato a uma vaga de trabalho, o seu perfil de modo geral, e para identificar riscos potenciais de contratação por motivos de segurança. A verificação de antecedentes é também utilizada para por meio dela investigar potenciais empregados do governo de modo a dar a ele uma habilitação de segurança. Entretanto, essas verificações podem algumas vezes ser utilizadas para propósitos ilegais, tais como uma discriminação anti-jurídica, falsidade ideológica, e violação de privacidade.
Uma verificação de antecedentes também pode ser feita em um processo penal, tendo influência na pena do indivíduo no caso de uma condenação.